# Matthew Jones (calciatore 1980)
Matthew Jones, soprannominato Matt (Llanelli, 1º settembre 1980), è un ex calciatore gallese, di ruolo centrocampista.

## Palmarès

### Club

#### Competizioni nazionali
- Campionato gallese: 1

Llanelli: 2007-2008
- Coppa di Lega gallese: 1

Llanelli: 2007-2008

#### Competizioni giovanili
- FA Youth Cup: 1

Leeds United: 1996-1997